# Notícias das 7
Notícias das 7 foi um telejornal brasileiro da RedeTV!. O informativo reunia notícias de utilidade pública mescladas com os principais fatos do dia. O telejornal tinha links ao vivo, imagens aéreas, previsão do tempo, informação do trânsito e matérias especiais sobre lazer, comportamento, cultura, política, economia e esporte.

## História
Estreou em agosto de 2007, sob o comando de Rodolpho Gamberini e com comentários da Cristina Lyra sobre a previsão do tempo. Titulado inicialmente como Notícias das 6. Sem sucesso, o horário do telejornal foi alterado para às 19h e com a saída de Gamberini, passou a ser comandado por Cristina Lyra.
Em 8 de maio de 2009, o telejornal foi extinto sendo substituído pelo retorno do TV Kids, o motivo foi a baixa audiência.

## Apresentação

### Apresentadora titular
- Cristina Lyra (Fevereiro de 2009 - Maio de 2009)

### Apresentadores eventuais
- Fernando Vanucci
- Augusto Xavier
- Rita Lisauskas
- Rodrigo Cabral

### Ex-apresentador titular
- Rodolfo Gamberini (Agosto de 2007 - Janeiro de 2009)